# Kerstin Palm
Kerstin Palm (Malmö, 5 de febrer de 1946) era una antiga tiradora especialitzada en la lluita amb floret. Encara que mai va guanyar una medalla olímpica, és l'única dona, juntament amb l'atleta Merlene Ottey, amb set participacions olímpiques: totes entre Tokio 1964 i Seül 1988. La seva millor classificació fou una cinquena plaça en la competició de floret individual a Mèxic 1968.
Va ser nomenada Esportista de l'Any a Suècia el 1965. Va guanyar el campionat nòrdic de floret el 1961, així com una quarantena de campionats suecs d'esgrima. Va continuar competint en esgrima fins als setanta anys i va guanyar el títol mundial sènior el 2005 i el 2007.